# زمین‌لرزه ۱۳۴۱ بوئین‌زهرا
حدود ساعت ۱۱ شامگاه ۱۰ شهریور ۱۳۴۱، زمین‌لرزه‌ای به بزرگی ۷.۲ ریشتر، شهرستان بوئین‌زهرا را لرزاند. شدت این زمین‌لرزه به حدی بود بود که باعث مرگ بیش از ۱۲ هزار نفر شد. در این زمین‌لرزه بسیاری از آثار و بناهای قدیمی و تاریخی شهرستان بوئین‌زهرا از جمله قلعهٔ باستانی رودک از بین رفت.

## زمین‌لرزه‌های بوئین‌زهرا
بوئین‌زهرا منطقه‌ای لرزه‌خیز است و بر روی گسل ایپک قرار دارد و تاکنون زمین‌لرزه‌های شدیدی را به خود دیده‌است که تلفات بسیاری را بر جای گذاشته‌است. این زمین‌لرزه‌ها عبارت‌اند از:
- زمین‌لرزه سال ۵۵۶ (تلفات نامعلوم)
- زمین‌لرزه ۱۶ فروردین ۱۲۹۲ (به روایتی ۱۲۰۰ کشته)
- زمین‌لرزهٔ ۱ تیر ۱۳۸۱ (حدود ۲۹۱ کشته و ۱۵۰۰ زخمی)

## کمک‌های مردمی
پس از وقوع زلزله، غلامرضا تختی، صندوق به گردن از پارک ساعی در خیابان پهلوی تا تالار کیهان در خیابان فردوسی تهران را پیاده پیمود و با بلندگو شخصاً از مردم شهر می‌خواست تا به هموطنان زلزله‌زده‌شان هر چه در توان دارند، کمک کنند. زنان، گوشواره و گردنبند و انگشتر و مردان، پول‌های اهدایی خود را به صندوق آویزان از گردن تختی می‌انداختند. واکنش‌ها به این عمل، چنان باورنکردنی بود که بلافاصله موج بزرگی از نیکوکاران به راه افتادند و ده‌ها کامیون حامل آذوقه و وسایل موردنیاز به وی سپرده شد.

## کمکهای اسرائیل
در پاسخ به درخواست دولت ایران برای کمک از جهان، اسرائیل شش تن دارو، چادر و پتو را به ایران ارسال کرد. در آن زمان، موشه دایان، وزیر کشاورزی اسرائیل، مسئولیت تهیه طرحی برای این پروژه را بر عهده گرفت. دایان، آریه الیاو را برای رهبری تیم امدادی اسرائیل و سازماندهی برنامه‌ای برای بازسازی قزوین منصوب کرد. این تیم برای شرکت دولتی اسرائیلی، «تحال» که مسئول برنامه‌ریزی آب بود، کار می‌کرد. اعضای تیم شامل متخصصانی در حوزه‌های هیدرولوژی، اکولوژی، برنامه‌ریزی شهری، و مهندسی آب و ساختمان بودند. اسرائیل همچنین کارشناسان برنامه‌ریزی را برای کمک به تلاش‌های امدادی ایران اعزام کرد. یک پروژه کوچک که بازسازی یک روستا را شامل می‌شد، به پروژه بزرگ‌تری تبدیل شد که توسط سازمان ملل آغاز شد و در آن یک تیم از کارشناسان اسرائیلی برای بررسی و برنامه‌ریزی منطقه‌ای که توسط زلزله ویران شده بود، اعزام شدند. این کار منجر به تهیه یک برنامه جامع منطقه‌ای و برنامه‌های دقیق برای چندین روستا شد. کمک‌های اسرائیل به ایران همچنین به منظور تقویت روابط دوجانبه بین دو کشور بود. این فاجعه فرصتی را برای نمایش تخصص اسرائیل در زمینه‌های مختلف از جمله معماری فراهم کرد و همچنین تصویری بین‌المللی از اسرائیل به عنوان یک عامل توسعه ایجاد نمود. این مقاله به بررسی تبادل فراملی از طریق تخصص حرفه‌ای می‌پردازد و مشارکت معماران اسرائیلی در بازسازی قزوین را به عنوان مطالعه موردی مورد بررسی قرار می‌دهد تا نشان دهد که معماران نمایندگان اهداف دیپلماتیک اسرائیل بودند. این معماران اهداف حرفه‌ای داشتند، یعنی ایجاد یک طرح مدرن برای منطقه و روستاهای آن. در عین حال، این اهداف با برنامه نوسازی ملی شاه ایران و همچنین تمایل اسرائیل به تبدیل شدن به متحد ایران در این تلاش برای تغییر و نوسازی، و در امید به ترویج یک خاورمیانه مدرن‌تر، در هم تنیده شده بود. تیم اسرائیلی بلافاصله شروع به ساخت روستاها کرد. این پروژه آزمایشی منجر به طرحی شد که توسط سازمان ملل تأمین مالی گردید و در آن اسرائیل تیمی چند رشته‌ای از کارشناسان، از جمله معماران، را اعزام کرد تا یک برنامه جامع منطقه‌ای برای منطقه ویران شده تهیه کنند. این تیم طرح قزوین را براساس یک برنامه توسعه منطقه‌ای که اخیراً در اسرائیل تکمیل شده بود و تقریباً همه اعضای تیم در آن شرکت داشتند، مدل‌سازی کردند.